# Невдахи (фільм, 2003)
«Невда́хи» (фр. Tais-toi!, укр. Замовкни!) — французька кінокомедія режисера Франсиса Вебера.

## Сюжет
Недоумкуватий і набридливий грабіжник Рубі потрапляє до в'язниці, де зустрічає мовчазного й апатичного Квентина, із яким вирішує заприятелювати. Та насправді апатія була тільки способом Квентина приховати план утечі. Проте Рубі влаштовує з ним втечу, зриваючи тим самим Квентиновий план. Не в змозі позбутися Рубі, Квентин рушає разом із ним на пошук украдених грошей та помсту своєму колишньому партнерові Фогелю.

## У ролях
- Жерар Депардьє — Квентин
- Жан Рено — Рубі
- Рішар Беррі — Верне
- Андре Дюссольє — психіатр
- Жан-П'єр Мало — Воґель
- Жан-Мішель Нуаре — Ламберт
- Лорен Ґамелон — Морисе
- Орельє Рекван — Роко
- Тикі Олгадо — Мартино